# Унтербергер, Франц Рихард

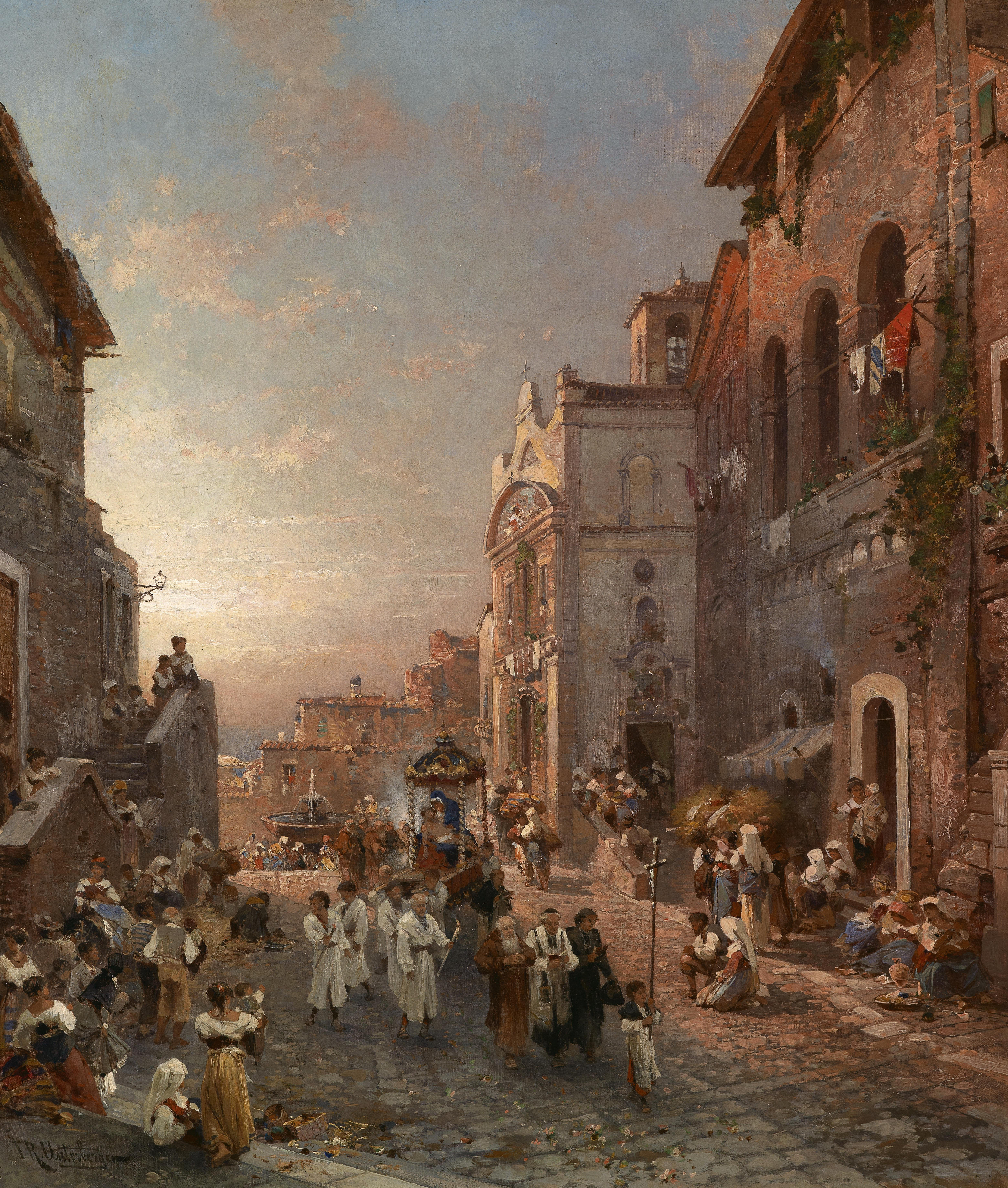
Ф. Р. Унтербергер. Процессия в Неаполе

Франц Рихард Унтербергер (нем. Franz Richard Unterberger; 15 августа 1838 — 25 мая 1902) — бельгийский живописец австрийского происхождения.

## Биография
Унтербергер получил художественное образование в Германии в академии Мюнхена, где учился с 1853 в классе Клемента фон Циммерманна и Юлиуса Ланге и затем продолжил обучение в академии Веймара у Альберта Циммерманна. В 1859 Унтербергер отправился в Дюссельдорф, где занимался живописью под руководством известных пейзажистов братьев Освальда и Андреаса Ахенбахов, оказавших на него большое влияние.
Наиболее известны его живописные картины с видами Италии, Венеции в частности. Первый раз посетил Италию в 1858 году, здесь он несколько месяцев прожил в Милане. Спустя год, он вместе со своим учителем Ахенбахом предпринял долгое путешествие по Норвегии и Дании. С 1864 года и до самой смерти Унтербергер обосновался в Брюсселе. В 1874 году участвовал в художественной выставке в Вене, где имел большой успех и получил медаль от австрийского императора Франца Иосифа.